# 回民支队
回民支队是抗日战争时期回族穆斯林马本斋建立的民间抗日武装，战士主要为回族穆斯林。1938年加入国民革命军第十八集团军，接受中国共产党领导。回民支队是冀中军区野战化较早的一支能征善战的精锐部队，共进行战斗870余次，歼灭日伪军36000余人，1949年8月，回民支队改编为河北省军区独立警备二团，回民支队番号撤销。

## 历史

### 抗日战争时期
抗日战争时期，回民支队主要活动于冀中平原和冀鲁豫地区，经历大小战斗870余次，歼灭日伪军36000余人。回民支队凭借的系统军事训练，成为冀中平原上的一支主力野战部队，队伍发展至2000余人。有“攻无不克、无坚不摧、打不垮、拖不烂的铁军”之誉。
- 1937年7月，全面抗战爆发，马本斋在故乡河北省献县东辛庄组织回民抗日义勇军抵抗日军。
- 1938年4月，马本斋率部加入八路军。
- 1938年6月，人民自卫军回民干部教导队与河北游击军回民教导队在河间合编，成立冀中军区回民教导总队。
- 1938年8月，回民教导总队奉命到河间县沙河桥镇整训。
- 1939年，回民教导总队改编为八路军第三纵队回民支队。

- 1939年，日军对华北进行扫荡，回民支队转战河间、青县、沧县地区。
- 1939年，回民支队在各大清真寺帮助回民抗战建国会建立伊斯兰小队，开展敌后游击战争。
- 1942年7月，回民支队奉命转战冀鲁豫抗日根据地。中队长白振武带领武工队继续在冀中的交河、献县、建国地区开展隐蔽的游击战争。

- 1944年，文新县大队回民中队、肃宁县大队回民小队及四十二地区队合编为冀中第九军区回民大队。

- 1945年，定州大队回民中队与藁城、无极等县的回民武装合编为冀中第七军分区回民支队。

## 评价

### 正面评价
- 回民支队被誉为“无攻不克，无坚不摧，打不垮，拖不烂的铁军”。
- 中共中央主席毛泽东称回民支队为“百战百胜的回民支队”。
- 冀中人民自卫军司令员吕正操评价回民支队“不仅是党团结回民抗日的旗帜，也是回汉团结抗日的旗帜”。
- 回民支队创建者马本斋被评为“100位为新中国成立作出突出贡献的英雄模范人物”之一。

## 纪念设施
- 河北省阜城县回民支队抗日英雄纪念馆[1]
- 河北省深泽县回民支队纪念碑
- 河北省深泽县回民支队墓[2]
- 河北省献县马本斋纪念馆
- 河北省献县马本斋母子烈士陵园
- 山西省武乡县八路军太行纪念馆

## 影视作品
- 电影《回民支队》
- 电影《马本斋和他的母亲》